# Alio Die
Stefano Musso, in arte Alio Die (Milano, 24 marzo 1968), è un musicista italiano.

## Biografia
È considerato uno dei maggiori esponenti italiani della musica ambientale. Il suo pseudonimo "Alio Die" è un'espressione in lingua latina che indica un augurio a un tempo migliore.
Dopo aver iniziato la sua attività nel 1989, pubblica un primo album autoprodotto edito nel 1990. Nel 1992 pubblica Under an Holy Ritual, accolto dalla critica e viene messo sotto contratto dall'etichetta statunitense Projekt Records, che ripubblicherà l'album nel 1993. Durante la sua carriera, ha collaborato con artisti ambient e new age quali Robert Rich, Tetsu Inoue, Brian Williams e molti altri.
I suoi album, sempre caratterizzati dalla presenza di suoni trovati e trattati nonché accompagnati da sonorità elettroniche ed acustiche, spaziano tra dark ambient e elettronica. Alcuni di essi vennero autoprodotti ed editi con la sua etichetta Hic Sunt Leones, altri pubblicati per etichette distribuite a livello internazionale come la Projekt Records o la Amplexus.

## Discografia

### Solista

#### Album in studio
- 1990 - Sit Tibi Terra Levis/Introspective
- 1992 - Under an Holy Ritual (Projekt Records)
- 1994 - The Door of Possibilities
- 1996 - Suspended feathers
- 1997 - Fissures (con Robert Rich)
- 1997 - The Hidden Spring
- 1998 - Password for Entheogenic Experience
- 1999 - Healing Herb's Spirit (con Antonio Testa)
- 1999 - Echo Passage (con Vidna Obmana) (Projekt Records)
- 1999 - Le stanze della Trascendenza
- 2001 - Incantamento
- 2001 - Leaves Net
- 2001 - Aquam Metallicam (con Nick Parkin)
- 2001 - Apsaras (con Amelia Cuni) (Projekt Records)
- 2001 - Son-Dha (con Red Sector A)
- 2002 - Prayer for the Forest (con Antonio Testa)
- 2003 - Expanding Horizon (con Mathias Grassow)
- 2003 - Il tempo magico di Saturnia Pavonia
- 2003 - Sunja (con Zeit)
- 2003 - Khen introduce silence
- 2003 - The Sleep of Seeds (con Saffron Wood)
- 2004 - Sol Niger
- 2004 - Angel's Fly Souvenir (con Francesco Paladino)
- 2005 - Mei-jyu (con Jack or Jive) (Projekt Records)
- 2005 - Aqua Planing (con Werner Durand)
- 2005 - Il sogno di un piano veneziano a Parigi (con Festina Lente)
- 2005 - Aurea Hora
- 2006 - The Flight of the Real Image
- 2006 - Corteggiando le messi (con Saffron Wood)
- 2007 - Raag Drone Theory (con Zeit)
- 2007 - Sospensione d'estate (con James P. Johnson)
- 2007 - End of an Era (con Luciano Daini)
- 2008 - Eleusian Lullaby (con Martina Galvani) (Projekt Records)
- 2008 - Aura seminalis
- 2008 - Tempus Rei
- 2009 - Private History of the Clouds (con Aglaia
- 2010 - Horas Tibi Serenas
- 2010 - Circo Divino (con Parallel Words)
- 2010 - Il Giardino Ermeneutico (con Zeit)
- 2010 - Tripudium Naturae
- 2010 - La Sala dei Cristalli (con Mariolina Zitta)
- 2010 - Praha Meditations (con Mathias Grassow)
- 2011 - Vayu Rouah (con Aglaia)
- 2011 - Honeysuckle
- 2012 - Rêverie (con Antonio Testa)
- 2012 - Otter Songs (con Lingua Fungi)
- 2012 - Deconsecrated and Pure)
- 2013 - A Circular Quest (con Zeit)
- 2014 - Amidst the Circling Spires (con Sylvi Alli)
- 2014 - Elusive Metaphor (con Parallel Worlds)
- 2014 - Sitar Meditation
- 2015 - Holographic Codex (con Lorenzo Montanà)
- 2016 - Standing in a Place
- 2016 - Seamlessly Bliss
- 2016 - Unfathomable Convergence
- 2016 - Imaginal Symmetry
- 2017 - Lento (con Lingua Fungi)
- 2017 - Opera Magnetica (con Aglaia)
- 2017 - They Grow Layers of Life Within
- 2018 - Amitabha (con Aglaia)
- 2019 - The Theshold of Beauty (con Lorenzo Montanà)
- 2020 - Allegorical Traces (part I)
- 2020 - Allegorical Traces (part II)
- 2020 -Tempus Fugit (con Indalaska)
- 2020 - The Utopian Blossom (con Parallel Worlds)
- 2020 - Eleusian Sources
- 2021 - Empathy Fusion + Transience Merger (2CD)
- 2021 - The Gardland of Dissolution (con Remco Helbers)
- 2021 - Landing on Heart (con Arianna Tondo)
- 2022 - Distillation of Time
- 2022 - Quot Dies Resurgo
- 2022 - The Chapter of the Eclipse (con Dirk Serries) (Projekt Records)
- 2022 - Spirals of Light
- 2023 - Dialogue of Water (con Lorenzo Montanà) (Projekt Records)
- 2023 - Trascendental Geometry
- 2023 - Sublimitas
- 2024 - Apotheosis
- 2024 - Ephemeral Seasons
- 2024 - Luminescence
- 2024 - The Fairy Tale Theatre
- 2025 - The Inner Vaults
- 2025 - Let the brightness in
- 2025 - Lacus Somniorum

#### Album live
- 2009 - Music Infinity meets Virtues - Live in Prague May 23th 2009
- 2018 - Kalisz Concert (limited edition 150 copies)

#### EP
- 1998 - Descendre cinq lacs au travers d'une voilé (con Yannick Dauby)

#### Mini CD
- 1993 - The Flight of the Real Image 3

### Con i Five Thousand Spirits

#### Album
- 1995 - A Tapestry for Sourcerers
- 1998 - Mesmeric Revelation
- 2006 - Quantum Consciousness
- 2006 - Schwarzschild Radius
- 2007 - Synapse-Shaihulud
- 2011 - Towards Edentea
- 2014 - Melchiazek

### Con i Sola Translatio

#### Album
- 2001 - Ad Infinitum
- 2001 - Mother Sunrise
- 2006 - Enigma